# Lőrinci
Lőrinci é uma cidade da Hungria, situada no condado de Heves. Tem 23,53 km² de área e sua população em 2019 foi estimada em 5.557 habitantes.